# Virus de la mosaïque de la betterave
Potyvirus betaceum
Espèce
Potyvirus betaceum, aussi appelé virus de la mosaïque de la betterave (BtMV, sigle de Beet mosaic virus), est un phytovirus pathogène de la famille des  Potyviridae.
Ce virus affecte principalement les plantes de la famille des Chenopodiaceae et notamment les cultures de betterave. Cependant son impact économique est faible, hormis pour les cultures de betteraves porte-graines pour la production de semences.

## Référence biologique
- (en) ICTV : Beet mosaic virus  (consulté le 26 janvier 2021)